# Hemicythere crenulata
Hemicythere crenulata är en kräftdjursart som först beskrevs av Georg Ossian Sars 1922.  Hemicythere crenulata ingår i släktet Hemicythere och familjen Hemicytheridae. Arten är reproducerande i Sverige. Inga underarter finns listade i Catalogue of Life.